# Santa Tereza do Tocantins
Santa Tereza do Tocantins là một đô thị thuộc bang Tocantins, Brasil. Đô thị này có diện tích 539,908 km², dân số năm 2007 là 2297 người, mật độ 4,25 người/km².